# Analyse élémentaire
Pour la branche des mathématiques, voir Analyse (mathématiques).
En chimie, une analyse élémentaire est la détermination qualitative (simple liste) ou quantitative (formule brute) des éléments chimiques constituant un composé. Elle se fait au moyen d'une analyse chimique, d'une analyse organique, d'une spectroscopie, d'une spectrométrie d'absorption atomique ou d'une spectrométrie de masse, entre autres.

## Processus

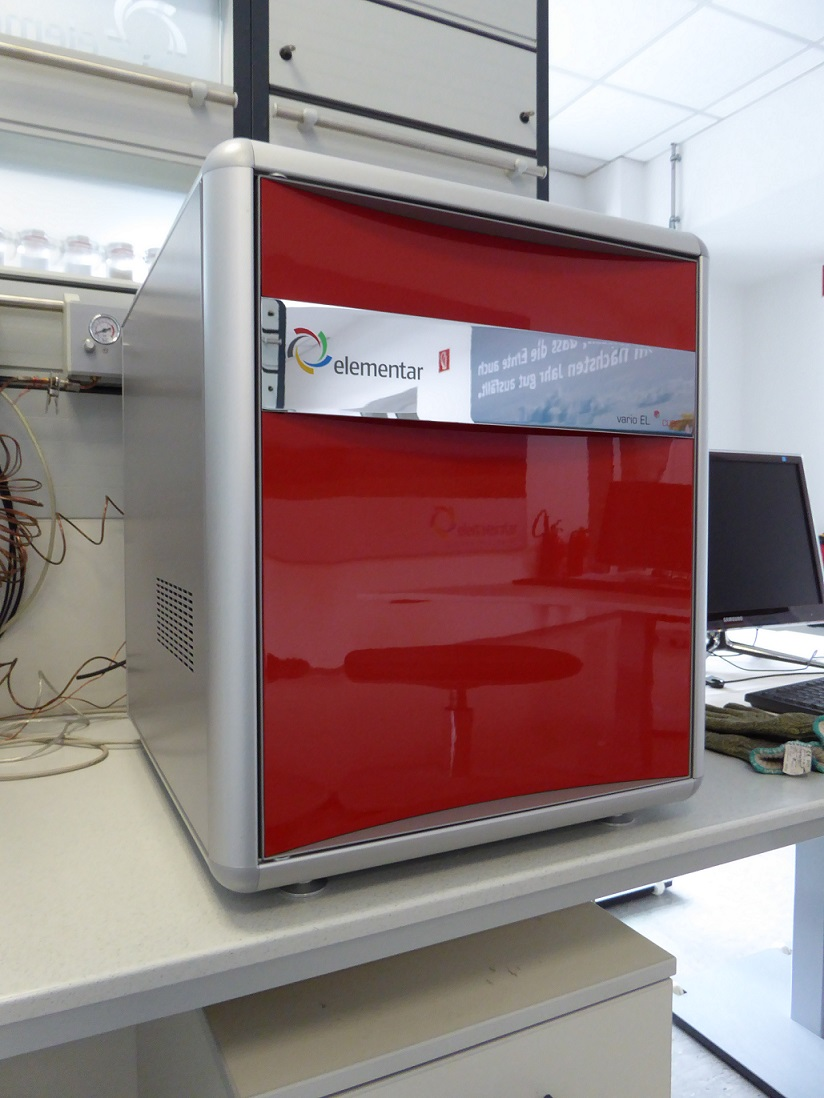
Analyseur élémentaire Elementar.

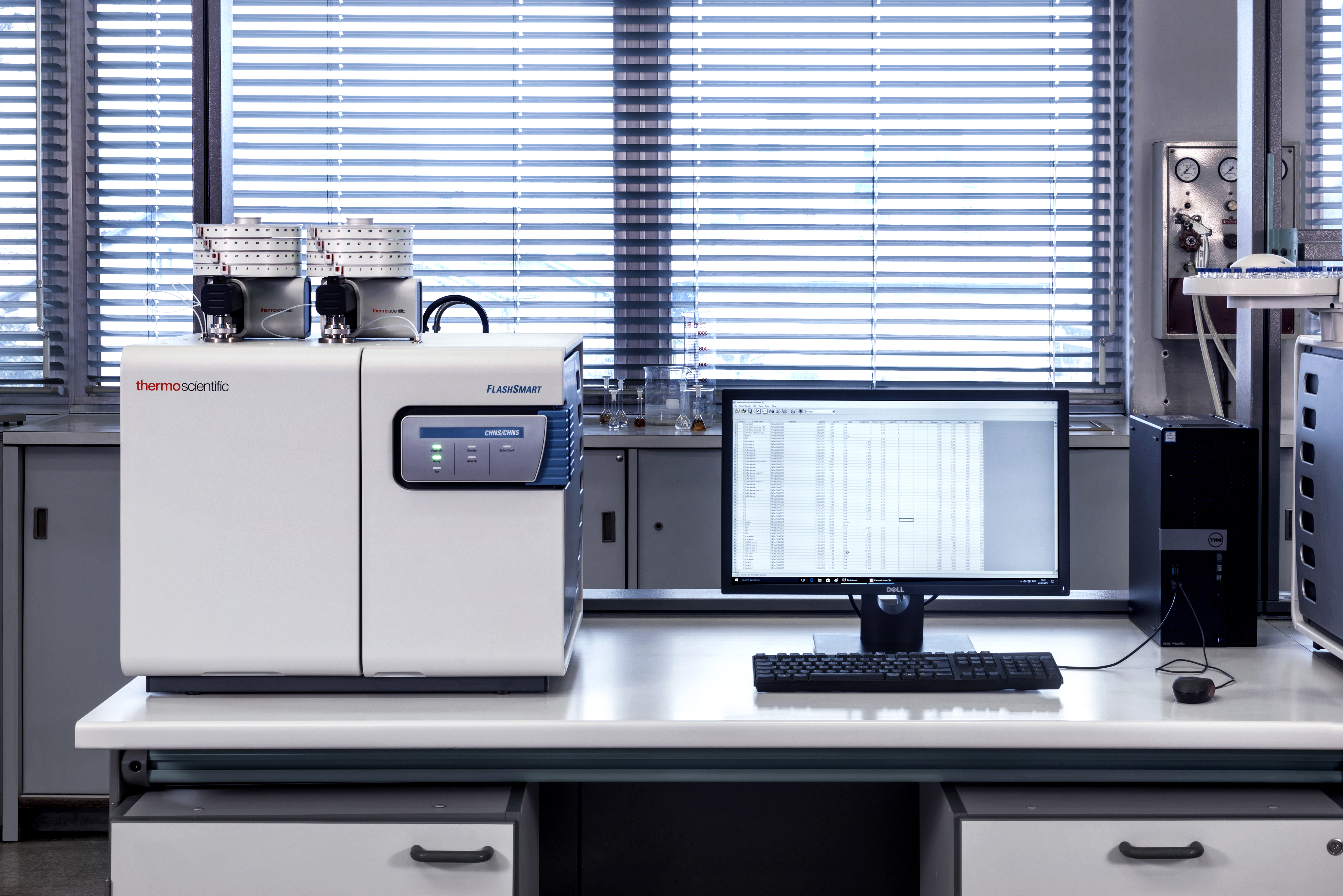
Analyseur élémentaire Thermo Scientific.

L'analyse élémentaire est un processus dans lequel un échantillon (sols, eaux usées ou potables, fluides corporels, minéraux, composés chimiques, etc.) est analysé pour déterminer sa composition élémentaire et parfois isotopique. L'analyse élémentaire peut être qualitative (déterminer quels éléments sont présents), et elle peut être quantitative (déterminer la quantité de chacun). L'analyse élémentaire s'inscrit dans le cadre de la chimie analytique, c’est-à-dire dans l'ensemble des instruments impliqués dans la découverte de la nature chimique de notre monde.
Pour les chimistes organiques, l'analyse élémentaire ou AE fait presque toujours référence à l'analyse CHNX, c'est-à-dire la détermination des fractions massiques de carbone, d'hydrogène, d'azote et d'hétéroatomes (X) (halogènes, soufre) d'un échantillon. Cette information est très importante pour aider à déterminer la structure d'un composé inconnu, ainsi que pour identifier la structure et la pureté d'un composé synthétisé. De nos jours, les techniques spectroscopiques de chimie organique (telles que la RMN 1H et 13C), la spectrométrie de masse et les procédures chromatographiques ont remplacé l’AE en tant que technique principale de détermination structurelle. Cependant, l’AE fournit encore des informations complémentaires très utiles et c'est également la méthode la plus rapide et la moins coûteuse pour déterminer la pureté de l'échantillon.
Antoine Lavoisier est considéré comme l'inventeur de l'analyse élémentaire en tant qu'outil expérimental quantitatif permettant d'évaluer la composition chimique d'un composé. À l'époque, l'analyse élémentaire était basée sur la détermination gravimétrique de matériaux adsorbants spécifiques avant et après l'adsorption sélective des gaz de combustion,. Aujourd'hui, on utilise des systèmes entièrement automatisés basés sur la détection de gaz de combustion par conductivité thermique ou spectroscopie infrarouge, ou par d'autres méthodes de détection.

## Méthodes
L’analyse CHNS, analyse la plus courante en analyse élémentaire, est réalisée dans un analyseur CHNS grâce au principe de combustion. Dans cette technique, l’échantillon est brûlé sous excès d'oxygène et les produits de combustion : dioxyde de carbone, eau et oxyde nitrique sont collectés. Les masses de ces produits de combustion peuvent être utilisées pour calculer la composition d’un échantillon inconnu. Les analyseurs élémentaires modernes sont également capables de doser simultanément le soufre et le CHN dans le même cycle de mesure,,,.

### Quantitatif
L'analyse quantitative est la détermination de la masse de chaque élément ou composé présent . Les autres méthodes quantitatives comprennent :
- la gravimétrie, l’échantillon est dissous puis l’élément d’intérêt est précipité ;
- la spectroscopie atomique optique, telle que l'absorption atomique à la flamme, l'absorption atomique à four en graphite et la spectroscopie d'émission atomique à plasma couplé par induction, sondent la structure électronique externe des atomes ;
- l’analyse par activation neutronique, implique l'activation d'une matrice d'échantillon via le processus de capture de neutrons. Les noyaux cibles radioactifs résultants de l'échantillon commencent à se désintégrer, émettant des rayons gamma d'énergies spécifiques qui identifient les radioisotopes présents dans l'échantillon. La concentration de chaque analyte peut être déterminée par comparaison à un standard irradié avec des concentrations connues de chaque analyte[8].

### Qualitatif
Pour déterminer qualitativement quels éléments existent dans un échantillon, les méthodes sont les suivantes :
- la spectroscopie atomique par spectrométrie de masse, telle que la spectrométrie de masse à plasma à couplage inductif, qui sonde la masse d'atomes ;
- une autre spectroscopie qui sonde la structure électronique interne des atomes, telle que la fluorescence X, l'émission de rayons X induite par des particules, la spectroscopie photoélectronique de rayons X et la spectroscopie d'électrons Auger ;
- méthodes chimiques : test de fusion au sodium ; oxydation de Schöniger.

### Analyse des résultats
L'exploitation des résultats est effectuée en déterminant le rapport des éléments présents dans l’échantillon. Ce processus est utile car il permet de déterminer la nature d’un échantillon et confirme la pureté d'un composé. L'écart accepté est de 0,3 % entre les résultats de l'analyse élémentaire par rapport aux résultats calculés.